# Darja Namok
Darja Witaljewna Namok (ros. Дарья Витальевна Намок; ur. 14 lutego 1993 w Tiumeniu) – rosyjska koszykarka, występująca na pozycji rzucającej, od 2019 zawodniczka Nadieżdy Orenburg.

## Osiągnięcia
Stan na 16 maja 2024, na podstawie, o ile nie zaznaczono inaczej.

### Drużynowe
- Brązowa medalistka mistrzostw Rosji (2020)
- Zdobywczyni Pucharu Rosji (2021)
- Finalistka:
  - Pucharu Rosji (2015, 2016)[3]
  - Superpucharu Rosji (2021)
- Uczestnik rozgrywek:
  - Euroligi (2013/2014, 2019–2021)
  - Eurocup (2014–2016, 2017–2019, 2021/2022)
  - Superpucharu Europy (2019)

### Reprezentacja
Seniorska
- Uczestniczka: 
  - mistrzostw Europy (2015 – 6. miejsce)
  - kwalifikacji do Eurobasketu (2015, 2021)

Młodzieżowe
- Wicemistrzyni Europy U–20 (2012)
- Brązowa medalistka uniwersjady (2015)
- Uczestniczka mistrzostw:
  - świata U–17 (2010 – 6. miejsce)
  - Europy:
    - U–20 (2012, 2013 – 6. miejsce)
    - U–18 (2011 – 13. miejsce)
    - U–16 (2009 – 4. miejsce)